# Concerto thành Brandenburg
Concerto thành Brandenburg là tập hợp sáu bản concerto grossi của nhà soạn nhạc người Đức Johann Sebastian Bach, gồm những sự phối hợp các nhạc cụ khác loại với nhau. sáu bản concerto được đề tặng Christian Ludwig, Bá tước của Brandenburg, nhưng hình như chưa bao giờ biểu diễn cho người này.

## Âm thanh

### Concerto số 1
| Concerto số 1 cung Fa trưởng, chương 1: Alegro |  |
|                                                |  |
|                                                |  |

| Concerto số 1, chương 2: Adagio |  |
|                                 |  |
|                                 |  |

| Concerto số 1, chương 3: Allegro |  |
|                                  |  |
|                                  |  |

| Concerto số 1, chương 4: Menuetto-Trio |  |
|                                        |  |
|                                        |  |

### Concerto số 2
| [[:File:\|Concerto số 2 cung Fa trưởng, chương 1: Allegro]] |  |
| [[File:\|220px\|Thông tin]]                                 |  |
|                                                             |  |

| [[:File:\|Concerto số 2, chương 2: Andante]] |  |
| [[File:\|220px\|Thông tin]]                  |  |
|                                              |  |

| [[:File:\|Concerto số 2, chương 3: Allegro assai]] |  |
| [[File:\|220px\|Thông tin]]                        |  |
|                                                    |  |

### Concerto số 3
| Concerto số 3, chương 1: Allegro |  |
|                                  |  |
|                                  |  |

| Concerto số 3, chương 2: Adagio |  |
|                                 |  |
|                                 |  |

| Concerto số 3, chương 3: Allegro |  |
|                                  |  |
|                                  |  |

### Concerto số 4
| Concerto số 4 cung Sol thứ, chương 1: Allegro |  |
|                                               |  |
|                                               |  |

| Concerto số 4, chương 2: Andante |  |
|                                  |  |
|                                  |  |

### Concerto số 5
| Concerto số 5 cung Rê trưởng, chương 1: Allegro |  |
|                                                 |  |
|                                                 |  |

| Concerto số 5, chương 2: Affettuoso |  |
|                                     |  |
|                                     |  |

| Concerto số 5, chương 3: Allegro |  |
|                                  |  |
|                                  |  |

### Concerto số 6
| Concerto số 6, chương 1: Allegro |  |
|                                  |  |
|                                  |  |

| Concerto số 6, chương 2: Adagio |  |
|                                 |  |
|                                 |  |

| Concerto số 6, chương 3: Allegro |  |
|                                  |  |
|                                  |  |